# Anton Peter Morman
Anton Peter Morman, född 2 september 1765, död 8 oktober 1822 på Lindhovs kungsgård, Halland, var en svensk militär.
Morman blev student vid Lunds universitet 1779 och avlade teologie examen där 1780. Kan utnämndes till kornett vid Södra skånska karabinjärregementet 1783, befordrades till löjtnant 1790 och blev ryttmästare i armén 1799. Han blev major i armén 1801, men tog avsked med tillstånd att kvarstå i armén redan samma år. Morman utsågs till överstelöjtnant i armén 1810 och blev kommendant på Kristianstads fästning 1814.